# Turoniano
| Periodo                                                                                     | Epoca                | Piano          | Età (Ma)    |
| ------------------------------------------------------------------------------------------- | -------------------- | -------------- | ----------- |
| Paleogene                                                                                   | Paleocene            | Daniano        | Più recente |
| Cretacico                                                                                   | Cretacico superiore  | Maastrichtiano | 72,2 ±0,2   |
| Cretacico                                                                                   | Cretacico superiore  | Campaniano     | 83,6 ±0,2   |
| Cretacico                                                                                   | Cretacico superiore  | Santoniano     | 85,7 ±0,2   |
| Cretacico                                                                                   | Cretacico superiore  | Coniaciano     | 89,8 ±0,3   |
| Cretacico                                                                                   | Cretacico superiore  | Turoniano      | 93,9 ±0,2   |
| Cretacico                                                                                   | Cretacico superiore  | Cenomaniano    | 100,5 ±0,1  |
| Cretacico                                                                                   | Cretacico inferiore  | Albiano        | 113,2 ±0,3  |
| Cretacico                                                                                   | Cretacico inferiore  | Aptiano        | 121,4 ±0,6  |
| Cretacico                                                                                   | Cretacico inferiore  | Barremiano     | 125,77      |
| Cretacico                                                                                   | Cretacico inferiore  | Hauteriviano   | 132,6 ±0,6  |
| Cretacico                                                                                   | Cretacico inferiore  | Valanginiano   | 137,05 ±0,5 |
| Cretacico                                                                                   | Cretacico inferiore  | Berriasiano    | 143,1 ±0,6  |
| Giurassico                                                                                  | Giurassico superiore | Titoniano      | Più antico  |
| Suddivisione del Cretacico secondo la Commissione internazionale di stratigrafia dell'IUGS. |                      |                |             |

Nella scala dei tempi geologici, il Turoniano rappresenta il secondo dei sei stadi stratigrafici o età in cui è suddiviso il Cretacico superiore, la seconda epoca dell'intero periodo Cretacico.
È compreso tra 93,6 ± 0,8 e 88,6 milioni di anni fa (Ma), preceduto dal Cenomaniano e seguito dal Coniaciano.

## Definizioni stratigrafiche e GSSP
Lo stadio Turoniano fu definito nel 1842 dal paleontologo francese Alcide d'Orbigny che lo denominò così in onore della città francese di Tours, nel dipartimento dell'Indre e Loira, che era l'originaria località tipo.
La base del Turoniano è definita dalla prima comparsa negli orizzonti stratigrafici della specie ammonitica Watinoceras devonense.
Il limite superiore, nonché base del successivo Coniaciano, è fissato alla prima comparsa del bivalve inoceramide Cremnoceramus rotundatus.

### GSSP
Il GSSP, il profilo ufficiale di riferimento della Commissione Internazionale di Stratigrafia, è localizzato in un anticrinale del Rock Canyon presso la città di Pueblo, nel Colorado (USA), alle coordinate 38° 16' 56" N, 104° 43' 39" W.

### Suddivisioni
Il Turoniano è a volte ulteriormente suddiviso in tre sottostadi: inferiore, medio e superiore.
Nel dominio Tetide, il Turoniano contiene quattro biozone ammonitiche:
- zona della Subprionocyclus neptuni (Turoniano superiore)
- zona della Collignoniceras woollgari (Turoniano medio)
- zona della Mammites nodosoides (Turoniano inferiore)
- zona della Watinoceras coloradoense o Watinoceras devonense (Turoniano inferiore)

Altri importanti fossili guida sono le specie di bivalve del genere Inoceramus (I. schloenbachi, I. lamarcki e I. labiatus), molluschi simili agli odierni mitili.

## Paleontologia

### †Anchilosauri
| Ankylosauria del Turoniano | Ankylosauria del Turoniano | Ankylosauria del Turoniano      | Ankylosauria del Turoniano | Ankylosauria del Turoniano |
| Taxa                       | Presenza                   | Localizzazione                  | Descrizione                | Immagine                   |
| -------------------------- | -------------------------- | ------------------------------- | -------------------------- | -------------------------- |
| - Maleevus                 |                            |                                 |                            |                            |
| - Talarurus                |                            | Bayn Shire Formation, Mongolia. |                            |                            |

### Uccelli
| Aves del Turoniano | Aves del Turoniano     | Aves del Turoniano                                                                                  | Aves del Turoniano | Aves del Turoniano |
| Taxa               | Presenza               | Localizzazione                                                                                      | Descrizione | Immagine           |
| ------------------ | ---------------------- | --------------------------------------------------------------------------------------------------- | --- | ------------------ |
| Catenoleimus       |                        | Bissekty Formation, Uzbekistan.                                                                     | Enantiornithes di taglia media, lungo circa 20–25 cm. |                    |
| Explorornis        |                        | Bissekty Formation, Uzbekistan.                                                                     | |                    |
| Ichthyornis        | Turoniano - Campaniano | Alberta e Saskatchewan, Canada; Alabama, Kansas, New Mexico e Texas, USA; Argentina; Asia Centrale. | Equivalente cretaceo dei moderni uccelli di mare come gabbiani, procellarie e Rynchopidae. Era lungo circa 60 cm, come un gabbiano; le ali e le ossa toraciche erano simili a quelle delle specie attuali, indicando una buona propensione al volo, mentre le mascelle avevano ancora numerosi piccoli denti affilati. |                    |

### †Ceratopsi
| Ceratopsia del Turoniano | Ceratopsia del Turoniano | Ceratopsia del Turoniano                | Ceratopsia del Turoniano | Ceratopsia del Turoniano |
| Taxa                     | Presenza                 | Localizzazione                          | Descrizione | Immagine                 |
| ------------------------ | ------------------------ | --------------------------------------- | --- | ------------------------ |
| Zuniceratops             |                          | Moreno Hill Formation, New Mexico, USA. | Il più antico dei ceratopsi con corna sopraorbitali e anche il più antico del Nord America. Le dimensioni erano di poco più di tre metri in lunghezza e un metro di altezza. |                          |
| Turanoceratops           |                          | Uzbekistan                              | Si tratta di un nuovo genere di ceratopside che presenta dei tratti uguali a quelli del suo cugino americano del New Mexico.                                                 |                          |

### Crocodilomorfi
| Crocodylomorpha del Turoniano | Crocodylomorpha del Turoniano | Crocodylomorpha del Turoniano             | Crocodylomorpha del Turoniano | Crocodylomorpha del Turoniano |
| Taxa                          | Presenza                      | Localizzazione                            | Descrizione                   | Immagine                      |
| ----------------------------- | ----------------------------- | ----------------------------------------- | ----------------------------- | ----------------------------- |
| Baurusuchus                   |                               |                                           |                               |                               |
| Montealtosuchus               | Dal Turoniano al Santoniano   | Adamantina Formation, São Paulo, Brasile. | Peirosauride terrestre.       |                               |
| Stratiosuchus                 |                               |                                           |                               |                               |

### Mammiferi
| Mammalia del Turoniano | Mammalia del Turoniano | Mammalia del Turoniano | Mammalia del Turoniano | Mammalia del Turoniano |
| Taxa                   | Presenza               | Localizzazione         | Descrizione            | Immagine               |
| ---------------------- | ---------------------- | ---------------------- | ---------------------- | ---------------------- |
| Bryceomys              |                        |                        |                        |                        |

### †Ornitopodi
| Ornithopoda del Turoniano | Ornithopoda del Turoniano          | Ornithopoda del Turoniano                  | Ornithopoda del Turoniano | Ornithopoda del Turoniano |
| Taxa                      | Presenza                           | Localizzazione                             | Descrizione | Immagine                  |
| ------------------------- | ---------------------------------- | ------------------------------------------ | --- | ------------------------- |
| Bactrosaurus              | Dal Turoniano al Coniaciano.       | Deserto del Gobi, Mongolia e Cina.         | Doveva essere lungo sei metri e raggiungere un'altezza di due quando si muoveva come quadrupede, e pesare tra 1100 e 1500 kg. Come molti altri adrosauri poteva muoversi anche come bipede. Aveva grandi aculei sporgenti dalle vertebre. |                           |
| Macrogryphosaurus         | Dal Turoniano al primo Coniaciano. | Portezuelo Formation, Argentina.           | Iguanodonte basale; era un grande erbivoro bipede. |                           |
| Notohypsilophodon         | Cenomaniano-Turoniano              | Bajo Barreal Formation, Chubut, Argentina. | Hypsilophodontide o altro ornitopode basale, era un erbivoro bipede le cui dimensioni non sono state stimate. |                           |
| Shuangmiaosaurus          | Cenomaniano-Turoniano              | Cina                                       | Iguanodonte poco conosciuto. |                           |

### †Plesiosauri
| Plesiosauria del Turoniano | Plesiosauria del Turoniano | Plesiosauria del Turoniano                   | Plesiosauria del Turoniano | Plesiosauria del Turoniano |
| Taxa                       | Presenza                   | Localizzazione                               | Descrizione | Immagine                   |
| -------------------------- | -------------------------- | -------------------------------------------- | --- | -------------------------- |
| Libonectes                 |                            | Britton Formation, (Cedar Hill), Texas, USA. | Lungo dai 7 ai 14 metri, era molto simile all'Elasmosaurus. Aveva un corpo compatto, con coda corta e grandi pinne. Il cranio, situato su un collo molto lungo, era piccolo e fornito di lunghi denti volti in avanti utilizzati per catturare pesciolini e calamaretti. |                            |
| Manemergus                 |                            | Marocco                                      | Plesiosauro appartenente ai polycotylidae. |                            |
| Polyptychodon hudsoni      |                            | Texas, USA.                                  | |                            |
| Thililua                   |                            | Alto Atlante, Marocco.                       | Plesiosauro appartenente ai polycotylidae, con una lunghezza totale stimata tra 5,5 e 6 metri. |                            |

### Squamati
| Squamata del Turoniano | Squamata del Turoniano | Squamata del Turoniano                | Squamata del Turoniano                     | Squamata del Turoniano |
| Taxa                   | Presenza               | Localizzazione                        | Descrizione                                | Immagine               |
| ---------------------- | ---------------------- | ------------------------------------- | ------------------------------------------ | ---------------------- |
| Dallasaurus            |                        | Scisti dell'Arcadia Park, Texas, USA. | Piccolo plesiopedale mososauroide basale.  |                        |
| Russellosaurus         |                        | Scisti dell'Arcadia Park, Texas, USA. | Piccolo mosasauro basale, piuttosto esile. |                        |

### †Teropodi non-aviani
| Theropoda del Turoniano | Theropoda del Turoniano      | Theropoda del Turoniano    | Theropoda del Turoniano                                                            | Theropoda del Turoniano |
| Taxa                    | Presenza                     | Localizzazione             | Descrizione                                                                        | Immagine                |
| ----------------------- | ---------------------------- | -------------------------- | ---------------------------------------------------------------------------------- | ----------------------- |
| - Bayosaurus            |                              |                            |                                                                                    |                         |
| - Erlikosaurus          |                              | Deserto del Gobi, Mongolia |                                                                                    |                         |
| - Giganotosaurus        |                              | Rio Limay, Argentina       |                                                                                    |                         |
| - Itemirus              |                              | Asia                       |                                                                                    |                         |
| - Nothronychus          |                              | Zuni basin, New Mexico     |                                                                                    |                         |
| - Segnosaurus           |                              | Deserto del Gobi, Mongolia |                                                                                    |                         |
| - Urbacodon             |                              | Uzbekistan                 |                                                                                    |                         |
| - Zunityrannus          |                              | Zuni basin, New Mexico     |                                                                                    |                         |
| - Aniksosaurus          | Dal Cenomaniano al Turoniano | Rio Limay, Argentina       | Dinosauro carnivoro appartenente ai celurosauri, forse dal comportamento gregario. |                         |
| - Mapusaurus            |                              | Rio Limay, Argentina       |                                                                                    |                         |